# غلامرضا توکل شوریجه
غلامرضا توکل شوریجه (زادهٔ ۲۷ شهریور ۱۳۵۲ در شوریجه، سروستان) فرمانده نظامی و نمایندهٔ شهرستان‌های سروستان، خرامه و کوار در دوره دوازدهم مجلس شورای اسلامی می‌باشد. وی در انتخابات دوازدهمین دوره مجلس شورای اسلامی ۲۰٬۶۵۶ رأی کسب کرد و در گذشته فرمانده سپاه شهرستان کارزون بوده است. شوریجه عضو کمیسیون امور داخلی کشور و شوراها در مجلس شورای اسلامی و نایب رئیس مجمع نمایندگان استان فارس می‌باشد.

## زندگی و تحصیلات
غلامرضا توکل شوریجه در سروستان به دنیا آمد. دوران تحصیل خود را با عنوان دانش‌آموز ممتاز در مقاطع مختلف به پایان رساند و از دبیرستان امام خمینی در سروستان فارغ‌التحصیل شد.
او تحصیلات عالی خود در رشته برنامه‌ریزی اجتماعی (شهری و منطقه‌ای) در دانشگاه شیراز را آغاز کرد و فارغ‌التحصیل شد. سپس در مقطع کارشناسی ارشد در رشته حقوق خصوصی از دانشگاه نی‌ریز مدرک خود را دریافت کرد. پایان‌نامه وی برای کسب مدرک کارشناسی ارشد دربارهٔ موضوع تطبیق عقود مضاربه و جعاله با قراردادهای بانکی بود.
غلامرضا توکل شورجه تحصیلات خود را در مقطع دکتری در رشته جامعه‌شناسی در دانشگاه خلیج فارس ادامه داد و پایان‌نامه خود را با عنوان هدفمندسازی فضای مجازی بر اساس گام دوم انقلاب ارائه کرد.

## حرفه
غلامرضا توکل شورجه بیش از دو دهه در سپاه پاسداران انقلاب اسلامی فعالیت کرده و مسئولیت‌های مختلفی در زمینه فرماندهی و مدیریت را در شهرستان‌های سروستان، نی‌ریز، جهرم و کازرون را بر عهده داشته است. وی عضو فراکسیون‌های توسعه متوازن کشوری، عشایری و روستایی و همچنین ورزشی است. علاوه بر این، در فراکسیون سیاسی بر نظارت بر حسن اجرای قوانین و ارتقای سلامت اداری تمرکز دارد.

### سوابق نظامی
- ۲۵ سال فرماندهی در سطوح مختلف سپاه
- فرماندهی سپاه در شهرستان‌ها:[۷]
  - نی‌ریز (۱۳۹۲–۱۳۹۶)
  - جهرم (۱۳۹۹–۱۳۹۶)
  - کازرون (۱۴۰۲–۱۳۹۹)

### سوابق غیرنظامی
- اجرای پروژه‌های آبرسانی به مناطق محروم شورجه، رودخور و قطرویه، قلعه تبر و بخش جره و بالاده کازرون[۸]
- ساخت پایگاه‌های مقاومت بسیج، سالن‌های ورزشی و مراکز درمانی در شهرستان‌های نی‌ریز، جهرم و کازرون[۷]
- عضو هیئت حل اختلاف و رسیدگی بر شکایت استان فارس
- عضو هیئت نظارت بر انتخابات شوراهای اسلامی شهر و روستای استان فارس
- احیای کارگاه‌ها و کارخانه‌های راکد با استفاده از ظرفیت‌های بسیج سازندگی و بنیاد برکت[نیازمند منبع]

### دیدگاه و رویکرد
غلامرضا توکل شوریجه خود را «سرباز ولایت و خادم ملت» معرفی می‌کند. او رویکردی جهادی و مردمی دارد و تلاش می‌کند با رفع مشکلات مردم، به بهبود وضعیت اقتصادی، اجتماعی و فرهنگی حوزه انتخابیه خود کمک کند. همچنین، وی بر استفاده از ظرفیت‌های بومی و کار گروهی در راستای امیدآفرینی و تقویت اعتماد عمومی تأکید دارد.

### افتخارات و دستاوردها[۶]
- انتخاب به‌عنوان پاسدار نمونه سپاه فجر فارس در سال ۱۳۸۸[۹]
- فرمانده برتر سپاه فجر فارس در سه سال متوالی (۹۷–۹۹)
- کسب رتبه سوم کشوری در مدیریت منابع انسانی سپاه (۱۴۰۰)
- فرمانده برتر کشوری در کیفی‌سازی گروه‌های جهادی بسیج (۱۴۰۱)
- دریافت لوح شهروند افتخاری در شهرستان‌های نی‌ریز، جهرم و کازرون